# Wild at Heart (låt)
Wild at Heart är debutlåten från amerikanska countrybandet Gloriana (band). Under tidiga 2009 släpptes singeln och var även nedladdningsbar från och med den 8 maj 2009. Låten var huvudsingeln från gruppens debutskiva Gloriana som släpptes den 4 augusti 2009.

## Innehåll
"Wild at Heart" är en upptempolåt om hur det är att vara ung och kär. 

## Kritik
Roughstocks kritiker Matt Bjorke skrev väldigt positivt om låten. Han jämförde Gloriana med Little Big Town, en annan countrygrupp med fyra medlemmar och sa, "It’s easy to like songs like this, even if the lyrics don’t really say too much in the way of insightful messages, we all need and like to hear feel-good songs every once in a while."."
Låten blev den bäst säljande debutsingeln med countrymusik 2009.

## Musikvideo
Musikvideon till Wild at Heart regisserades av Elliot Lester och släpptes den 19 februari 2009. I videon kör gruppmedlemmarna runt i en stad på kvällen med neonskyltar i bakgrunden, de uppträder också med instrument inuti ett hus. Efter låtens andra refräng kommer det mycket människor in i huset som alla börjar dansa och klappa med i låten.

## Listpositioner
Wild at Heart debuterade som #54 på listan Hot Country Songs i februari 2009. Det nådde #16 den 25 juli 2009.
| Chart (2009)                             | Peak position |
| ---------------------------------------- | ------------- |
| U.S. Billboard Hot Country Songs         | 15            |
| U.S. Billboard Hot 100                   | 53            |
| Canadian Radio & Records Country Singles | 34            |